# Phyllodactylus partidus
Phyllodactylus partidus este o specie de șopârle din genul Phyllodactylus, familia Gekkonidae, descrisă de Dixon 1966. A fost clasificată de IUCN ca specie cu risc scăzut. Conform Catalogue of Life specia Phyllodactylus partidus nu are subspecii cunoscute.